# Bernward van Hildesheim

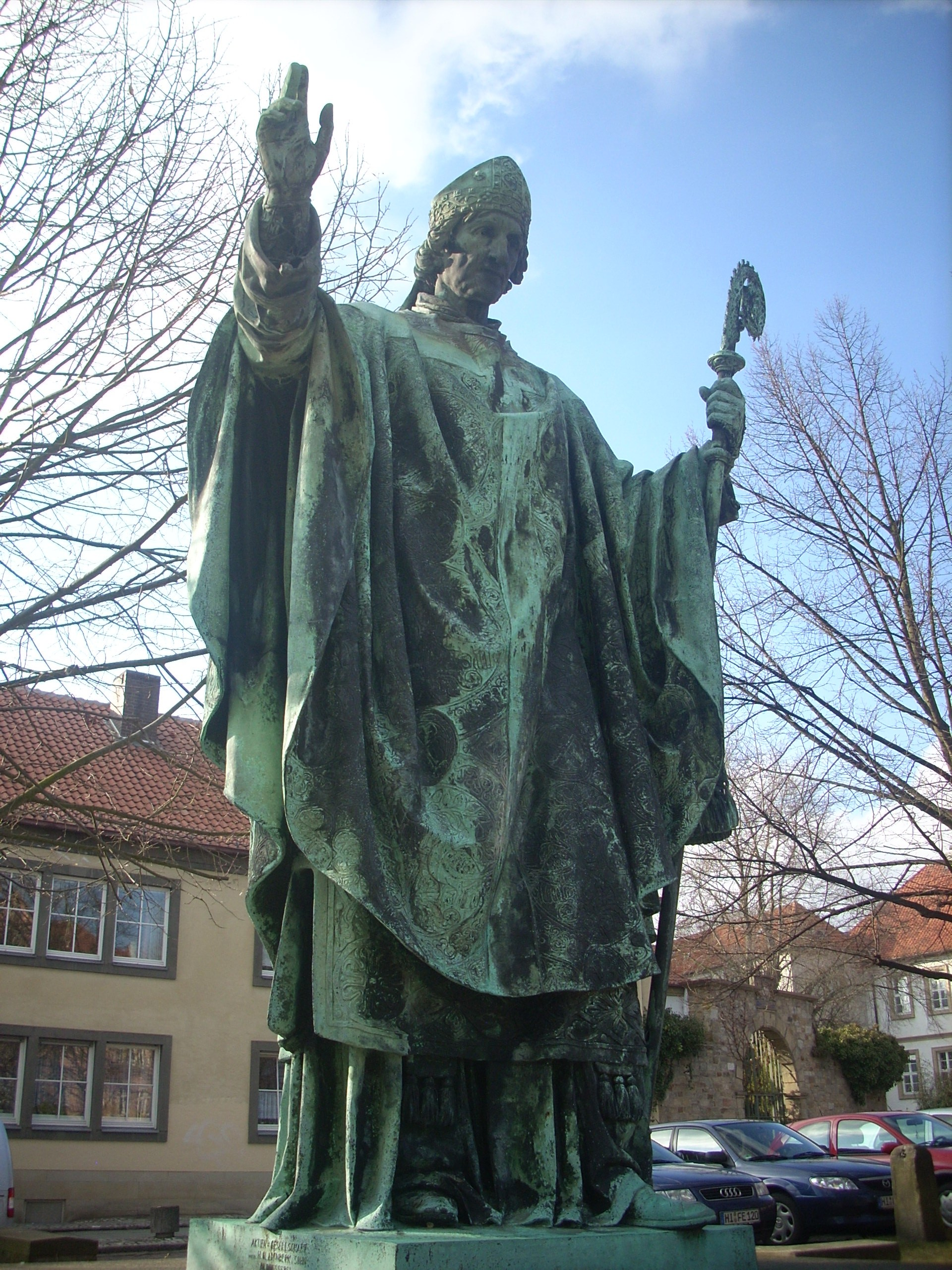
Standbeeld van Bernward van Hildesheim

Bernward van Hildesheim (ca. 960 – 20 november 1022) was van 993 tot zijn dood in 1022 de dertiende bisschop van Hildesheim. Hij was de stichter van de Michaeliskirche in die stad.
Aan het einde van de 12e eeuw werd Bernward door paus Celestinus III heilig verklaard. Zijn gedenkdag is 20 november.

## Voetnoten
1. ↑  "St. Bernward", lemma in Catholic Encyclopedia (1913)

- Bibsys: 90364237
- Bibliothèque nationale de France: cb12033453g (data)
- Gemeinsame Normdatei: 118510029
- International Standard Name Identifier: 0000 0000 7969 6688
- Library of Congress Control Number: n88135575
- Nationale Bibliotheek van Letland: 000231458
- Nationale Bibliotheek van Tsjechië: jx20130513001
- Nationale bibliotheek van Australië: 63540144
- Nationale Bibliotheek van Israël: 987007296131105171
- Nederlandse Thesaurus van Auteursnamen: 074257803
- LIBRIS: 384433
- Système universitaire de documentation: 028513525
- Virtual International Authority File: 3261751
- WorldCat: E39PBJbRkJjfwjYggT8hgyFYfq